# Logone-Gana
Logone-Gana est une petite ville et sous-préfecture dans le département Chari de la région de Chari-Baguirmi au Tchad. Tildé-Gana est l'ancien nom de cette ville. Elle se situe sur la rive de la rivière Logone